# Pieter Ruys
Pieter Ruys (Rucys, Rueys, Peter) var en tavelrestaurator av nederländsk börd.
Ruys var verksam i Sverige 1547–1548 då han omnämns i hovstaten. Enligt noteringar på Gripsholms slott utförde han förutom restaureringar även nya tavlor på Gustav Vasas befallning. Inventarieböckerna för tidpunkten för Ruys tid i Sverige tar upp 90 stycken conterfej men det är oklart om några av dessa är utförda av Ruys. 